# معركة هالب
معركة هالب (بالألمانية: Kessel von Halbe، بالروسية: Хальбский котёл - مرجل هالب) معركة استمرت خلال الفترة ما بين 24 أبريل و1 مايو 1945 تمكّن خلالها الجيش الأحمر من تدمير الجيش التاسع الألماني بقيادة الكولونيل العام ثيودور بوس بصورة كاملة خلال الغزو السوفيتي لبرلين.
مع بداية المعركة، تمكنت القوات السوفيتية من محاصرة الجيش التاسع في جيب في منطقة غابة سبري جنوب شرق برلين واستمر الجيش التاسع في محاولاته لكسر حصاره داخل هذا الجيب من خلال التحرك غربا حتى قرية هالب جنوب برلين سعيا في الالتحام بالجيش الثاني عشر بقيادة الجنرال فالتر فينك على أمل الاستمرار في التحرّك غربا والاستسلام لقوات الحلفاء بدلا من الأسر على يد القوات السوفيتية، ومن ثمّ كان لزاما على القوات الألمانية مواجهة ثلاثة صفوف من القوات السوفيتية التابعة للجبهة الأوكرانية الأولى بقيادة المارشال إيفان كونيف في الوقت التي قامت فيه وحدات من الجبهة البيلاروسية الأولى بقيادة المارشال غيورغي جوكوف بمهاجمة مؤخرة القوات الألمانية من جهة الشمال الشرقي، ومع نهاية القتال، تمكّن 30,000 جندي ألماني (ثلثهم ممن كانوا محاصرين داخل الجيب) من الفرار غربا حيث النقاط الآمنة للجيش الثاني عشر في حين قُتل أو أُسر الباقين على أيدي القوات السوفيتية.

## قراءة مفصلة
- Hans von Luck; Panzer Commander – The Memoirs of Colonel Hans von Luck; ISBN 978-0-304-36401-5
- Cornelius Ryan; The Last Battle; ISBN 978-0-684-80329-6
- Konev, I.S.; Year of Victory; ISBN 978-1-4102-1999-2
- Remme, Tilman; The Battle for Berlin in World War Two: Battle of Halbe من موقع بي بي سي (بالإنجليزية)
- Ziemke Earl Frederick; Stalingrad to Berlin; ISBN 978-1-4102-0414-1
- German defense minister honors Soviet dead in World War II نسخة محفوظة 14 مارس 2007 على موقع واي باك مشين.
- Denkwerkstatt Halbe نسخة محفوظة 26 سبتمبر 2007 على موقع واي باك مشين. (بالألمانية)